# Île D’Ambre
Die Île D’Ambre liegt an der Nordküste von Mauritius. Das etwa 140 Hektar große, felsige Eiland ist etwa 400 m von Mauritius entfernt. Auf der Insel sind viele Schmetterlinge heimisch. Zudem gibt es eine große Anzahl von einheimischen Gehölzen wie Palmen, Mangroven oder die hier aufgeforsteten Kiefern und Tecoma. Die Insel ist Teil eines Naturschutzgebietes auf Mauritius.